# Cystostereum pini-canadense
Cystostereum pini-canadense är en svampart som först beskrevs av Ludwig David von Schweinitz, och fick sitt nu gällande namn av Erast Parmasto 1968. Cystostereum pini-canadense ingår i släktet Cystostereum och familjen Cystostereaceae.   Inga underarter finns listade i Catalogue of Life.